# 台北法華寺

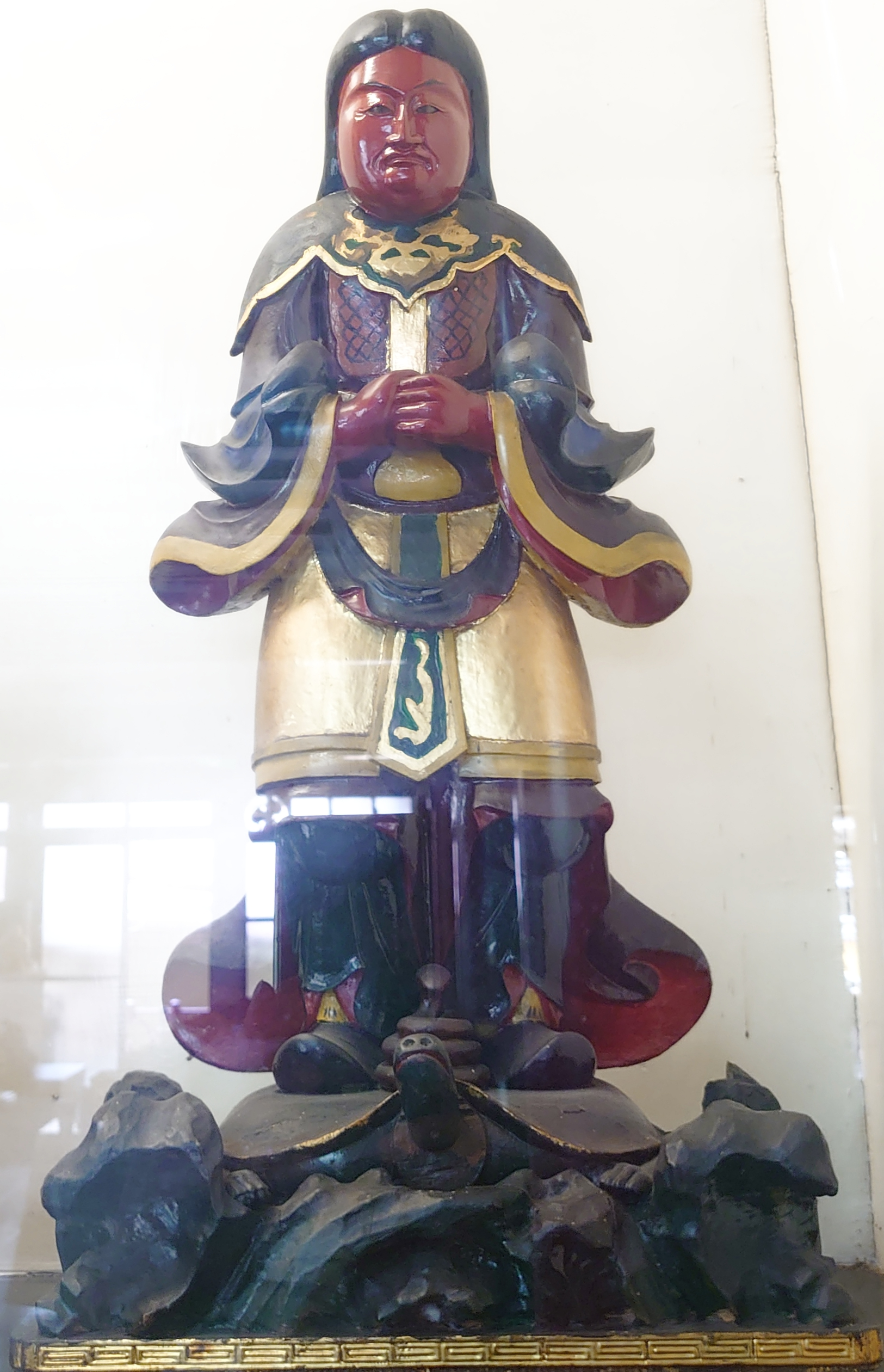
妙見菩薩像

財團法人台北法華寺，簡稱台北法華寺或法華寺，是一座位在臺灣臺北市萬華區西寧南路（創建時為若竹町）的觀音寺。該寺原屬日蓮宗，山號「南海山」，建物興築於1919年（大正八年）；其本尊為十界曼荼羅，合祀宗祖日蓮、妙見菩薩、不動明王、鬼子母神、經王大菩薩、清正公等。

## 歷史
1897年（明治三十年），日蓮宗在臺北建立其布教所，並將之作為其在臺灣之布教中心。1910年，該布教所被遷移至現今法華寺所在地點（當時屬於若竹町）。1920年（大正九年），該機構之官方名稱公布為“法華寺”，該名稱於此後持續沿用至今。